# 1 Decembrie (gmina)
1 Decembrie – gmina w południowej części okręgu Ilfov w Rumunii. Obejmuje tylko jedną miejscowość 1 Decembrie. W 2011 roku liczyła 7817 osób.